# 2010年夏季达沃斯论坛
2010夏季达沃斯论坛，即世界经济论坛新领军者年会于2010年9月13日至15日在中国天津举行，会议地点为天津梅江会展中心。

## 论坛背景
夏季达沃斯论坛，是由论坛主席施瓦布教授和中国总理温家宝共同提议设立的，旨在为“全球成长型公司”创造一个与成熟企业共同讨论、分享经验的平台。由于夏季达沃斯论坛参会者以世界经济论坛认定的全球成长型公司为主，所以被命名为“新领军者年会”，通常被称为“夏季达沃斯论坛”。2008年夏季达沃斯论坛在天津滨海新区的滨海国际会展中心举行。

## 主题
2010年夏季达沃斯论坛的主题为：推动可持续增长。

## 会议议程
2010年9月12日论坛开始进行注册，晚间举行社区晚宴。9月13日举行欢迎词和欢迎全会，9月15日举行闭幕全会和闭幕词，以及闭幕招待会。互动式会议、全会以及交际午餐穿插在9月13日-15日举行。

### 气候关注
2010年3月26日，《世界经济论坛2010年世界能源展望报告》新闻发布会在天津喜来登酒店举行，向媒体介绍了世界经济论坛最新发布的《2010年能源展望——建立一个更节能的世界》报告的内容和意义。

## 会址与志愿者

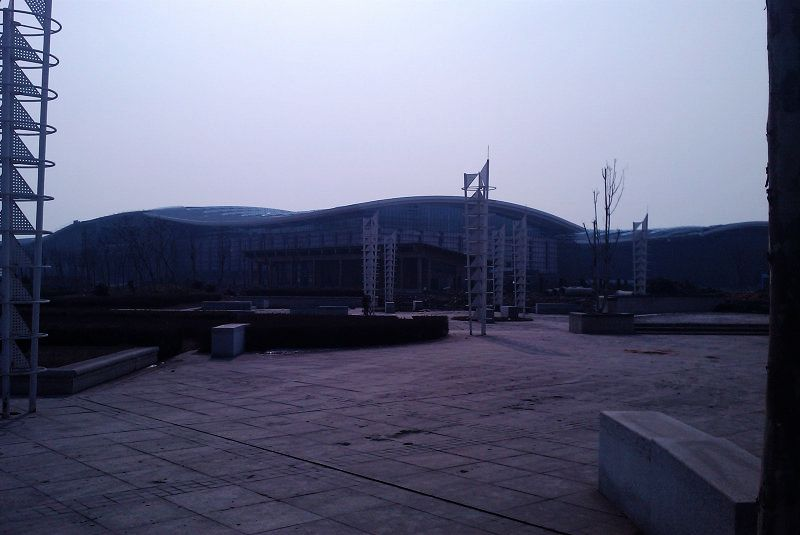
兴建中的天津梅江会展中心

2010夏季达沃斯论坛会址为天津梅江会展中心，坐落于天津市西青区友谊南路与外环线交口的梅江风景区，是专为夏季达沃斯论坛等活动而兴建的一座大型的现代化会展中心。2009年9月10日开工建设，2010年5月即竣工，从兴建到竣工仅9个月。是天津市目前规模最大的会展中心。为服务2010年夏季达沃斯论坛，天津市共计招募2200名志愿者。

## 论坛活动
夏季达沃斯论坛期间，天津市将在海河金汤桥举行焰火表演迎接与会的各国嘉宾。8月31日，金汤桥进行了首次预演。此次论坛确定了8家符合新领军者主题的企业为参会代表工业游考察的特色企业。8家新领军企业为空客A320系列飞机天津总装线，天津海鸥手表集团，天士力集团，王朝酒业集团，曙光天津产业基地，维斯塔斯风力技术有限公司，天津港以及滨海新区中心商务区（于家堡金融区、响螺湾商务区和泰达MSD）。

## 花絮
- 世界经济论坛推出的具有Facebook风格的内部社交网站“WELCOM”，被新浪财经当做拼写错误的欢迎词Welcome[5]。